# Isotriphora aureovincta
Isotriphora aureovincta is een slakkensoort uit de familie van de Triphoridae. De wetenschappelijke naam van de soort is voor het eerst geldig gepubliceerd in 1910 door Verco.